# لاتیمرها
لاتیمرها (نام علمی: Latimeria) نام یک سرده از خانوادۀ لاتیمریان و از شاخه طنابداران است.